# Forest (serie de televisión)
Forest (Hangul: 포레스트; RR: Poreseuteu), es una serie de televisión surcoreana transmitida del 24 de febrero del 2020 hasta el 19 de marzo del 2020 a través de KBS2.

## Sinopsis
La serie sigue a Kang San-hyuk, un miembro del equipo de rescate aéreo especial 119 que sueña con acumular activos de más de 5 billones de wones (aproximadamente $4470 millones) y a Im Eun-seob, una doctora que encuentra la verdadera felicidad y amor después de unirse al "Miryung Forest", donde las personas con pasados dolorosos se reúnen.

## Reparto

### Personajes principales[8]
| Actor               | Personaje      | Ocupación               | Nº de episodios | Notas |
| ------------------- | -------------- | ----------------------- | --------------- | --- |
| Park Hae-jin        | Kang San-hyuk  | Rescatista / Empresario | 32              | Es un ambicioso hombre que se convierte en miembro del equipo de rescate especial 119 (número de teléfono de emergencia de Corea) y que siente pasión por salvar vidas. |
| Jo Bo-ah Lee Go-eun | Jung Young-jae | Doctora                 | 32              | Es una residente apasionada y entusiasta de cirugía en el mejor hospital universitario de Corea.                                                                        |

### Personajes secundarios
| Actor                 | Personaje     | Ocupación | Nº de episodios | Notas |
| --------------------- | ------------- | --------- | --------------- | --- |
| Noh Kwang-shik        | Choi Chan     | -         | -               | Es un joven hombre que creció sin problemas financieros gracias a su padre, pero que fue en contra de los deseos de su padre para cumplir su sueño de ser un miembro del equipo de rescate de emergencia. Constantemente compite con San-hyuk para ver quien es el mejor. |
| Ryu Seung-soo         | Bong Dae-yong | -         | -               | |
| Jung Yeon-joo         | Oh Bo-mi      | -         | -               | |
| Lee Do-kyung          | Choi Jung-mok | -         | -               | |
| Lee Shi-hoon (이시훈) | Park Hyun-soo | -         | -               | |
| Min Joon-hyun         | -             | -         | -               | |
| Yoon Bok-in           | -             | -         | -               | |
| Lee Nam-hee           | -             | -         | -               | Es el director del hospital. |
| Kim Eun-soo (김은수)  | -             | -         | -               | |
| Im Jung-min (임정민)  | -             | -         | -               | |
| Kwon Ye-eun           | -             | -         | -               | |

## Episodios
La serie está conformada por 32 episodios, los cuales fueron emitidos todos los miércoles y jueves a las 22:00hrs (KST).

### Raitings
Los números en color rojo indican las calificaciones más bajas, mientras que los números en azul indican las calificaciones más altas.
| Episodio | Fecha de emisión      | Participación promedio de audiencia | Participación promedio de audiencia | Participación promedio de audiencia |
| Episodio | Fecha de emisión      | TNmS (%)                            | AGB Nielsen                         | AGB Nielsen                         |
| Episodio | Fecha de emisión      | A escala nacional                   | A escala nacional                   | Seúl                                |
| -------- | --------------------- | ----------------------------------- | ----------------------------------- | ----------------------------------- |
| 1        | 29 de enero de 2020   | 7.6                                 | 7.1                                 | 7.3                                 |
| 2        | 29 de enero de 2020   | 8.0                                 | 7.4                                 | 7.4                                 |
| 3        | 30 de enero de 2020   |                                     | 4.7                                 |                                     |
| 4        | 30 de enero de 2020   |                                     | 5.1                                 |                                     |
| 5        | 5 de febrero de 2020  | 6.5                                 | 6.2                                 | 6.7                                 |
| 6        | 5 de febrero de 2020  | 6.8                                 | 6.9                                 | 7.0                                 |
| 7        | 6 de febrero de 2020  |                                     | 5.2                                 |                                     |
| 8        | 6 de febrero de 2020  |                                     | 5.3                                 | 5.9                                 |
| 9        | 12 de febrero de 2020 | 6.2                                 | 6.1                                 | 6.1                                 |
| 10       | 12 de febrero de 2020 | 6.2                                 | 7.4                                 | 7.5                                 |
| 11       | 13 de febrero de 2020 |                                     | 4.8                                 | 5.4                                 |
| 12       | 13 de febrero de 2020 |                                     | 5.2                                 | 5.6                                 |
| 13       | 19 de febrero de 2020 | 6.0                                 | 5.5                                 |                                     |
| 14       | 19 de febrero de 2020 | 6.6                                 | 6.2                                 |                                     |
| 15       | 20 de febrero de 2020 |                                     | 4.1                                 |                                     |
| 16       | 20 de febrero de 2020 |                                     | 4.1                                 |                                     |
| 17       | 26 de febrero de 2020 |                                     | 5.2                                 |                                     |
| 18       | 26 de febrero de 2020 |                                     | 5.8                                 |                                     |
| 19       | 27 de febrero de 2020 |                                     | 4.3                                 |                                     |
| 20       | 27 de febrero de 2020 |                                     | 4.9                                 |                                     |
| 21       | 4 de marzo de 2020    | [ 36 ]                              | 4.8                                 |                                     |
| 22       | 4 de marzo de 2020    |                                     | 4.5                                 |                                     |
| 23       | 5 de marzo de 2020    |                                     | 3.5                                 |                                     |
| 24       | 5 de marzo de 2020    |                                     | 3.6                                 |                                     |
| 25       | 11 de marzo de 2020   |                                     | 4.2                                 |                                     |
| 26       | 11 de marzo de 2020   |                                     | 4.7                                 |                                     |
| 27       | 12 de marzo de 2020   |                                     | 2.6                                 |                                     |
| 28       | 12 de marzo de 2020   |                                     | 3.1                                 |                                     |
| 29       | 18 de marzo de 2020   |                                     |                                     |                                     |
| 30       | 18 de marzo de 2020   |                                     |                                     |                                     |
| 31       | 19 de marzo de 2020   | [ 37 ]                              |                                     |                                     |
| 32       | 19 de marzo de 2020   |                                     |                                     |                                     |
| Promedio | Promedio              | %                                   | %                                   | %                                   |

## Música

### Parte 1
| No. | Intérprete | Canción               | Letra | Canción | Duración |
| --- | ---------- | --------------------- | ----- | ------- | -------- |
| 1   | Luna       | "Take Me Now"         | -     | -       | -        |
| 2   |            | "Take Me Now" (Inst.) | -     | -       | -        |

### Parte 2
| No. | Intérprete     | Canción               | Letra                    | Canción | Duración |
| --- | -------------- | --------------------- | ------------------------ | ------- | -------- |
| 1   | Llwyd (루이드) | "Dazed" (멍하니)      | -                        | -       | -        |
| 2   |                | "Take Me Now" (Inst.) | "Dazed" (멍하니) (Inst.) | -       | -        |

### Parte 3
| No. | Intérprete   | Canción                             | Letra | Canción | Duración |
| --- | ------------ | ----------------------------------- | ----- | ------- | -------- |
| 1   | Lee Seok-hun | "Seoul, Here" (서울 이곳은)         | -     | -       | -        |
| 2   |              | "Seoul, Here" (서울 이곳은) (Inst.) | -     | -       | -        |

### Parte 4
| No. | Intérprete | Canción          | Letra | Canción | Duración |
| --- | ---------- | ---------------- | ----- | ------- | -------- |
| 1   | U-JI       | "Always"         | -     | -       | -        |
| 2   |            | "Always" (Inst.) | -     | -       | -        |

### Parte 5
| No. | Intérprete   | Canción                      | Letra | Canción | Duración |
| --- | ------------ | ---------------------------- | ----- | ------- | -------- |
| 1   | Na Yoon-kwon | "Where Are You" (어디있나요) | -     | -       | -        |
| 2   |              | "Where Are You" (Inst.)      | -     | -       | -        |

### Parte 6
| No. | Intérprete | Canción                                     | Letra | Canción | Duración |
| --- | ---------- | ------------------------------------------- | ----- | ------- | -------- |
| 1   | Solji      | "Walking On This Street" (이 거리를 걸어서) | -     | -       | -        |
| 2   |            | "Walking On This Street" (Inst.)            | -     | -       | -        |

## Premios y nominaciones
| Año  | Categoría         | Premio               | Nominado(a)             | Resultado |
| ---- | ----------------- | -------------------- | ----------------------- | --------- |
| 2020 | Best Couple Award | 34th KBS Drama Award | Park Hae-jin y Jo Bo-ah | Ganaron   |
| 2020 | Popularity Award  | 34th KBS Drama Award | Jo Bo-ah                | Ganó      |

## Producción
La serie también es conocida como "Secret" (Hangul: 시크릿, RR: Sikeulis).
Fue dirigida por Oh Jong-rok, quien contó con el apoyo del guionista Lee Sun-young (이선영).
Las filmaciones finalizaron en agosto del 2019, después de seis meses.
La conferencia de prensa de la serie fue realizada el 29 de enero del 2020 en el Ramada de Wyndham Seoul Sindorim Hotel donde asistieron los actores Park Hae-jin, Jo Bo-ah y el director de producción Oh Jung-rok.